# Eucereon capsicum
Eucereon capsicum är en fjärilsart som beskrevs av William Schaus. Eucereon capsicum ingår i släktet Eucereon och familjen björnspinnare. Inga underarter finns listade i Catalogue of Life.